# Neoarqueano
Na escala de tempo geológico, o Neoarqueano é a Era do Éon Arqueano que está compreendida entre 2 bilhões e 800 milhões e 2 bilhões e 500 milhões de anos atrás, aproximadamente. A era Neoarqueana sucede a era Mesoarqueana de seu Éon e precede a era Paleoproterozoica do Éon Proterozoico. Como as outras eras de seu Éon, não se dividem em períodos.
No Neoarqueano, cerca de 2,6 bilhões de anos, a atividade tectônica de placas pode ter sido bastante similar à da Terra moderna. Há evidências de bacias sedimentares bem preservadas, como também, de arcos vulcânicos, rachaduras intracontinentais, colisões entre continentes e eventos orogênicos de âmbito global bem disseminados, sugerindo a formação e destruição de um e talvez vários supercontinentes.
Durante o Éon Arqueano, havia aproximadamente 20 áreas cratônicas, entre elas, o Escudo Báltico (atual Europa), partes da América do Norte e da China e, no Brasil, o Cráton Amazônico e o Cráton do São Francisco, com idades 3,4 bilhões de anos.
No final do Arqueano (2,5 Ga), diversos crátons encontravam-se estabilizados, e a maioria destes, supostamente aglutinados em um supercontinente denominado de Kenorlândia.
A água na forma líquida era predominante, e bacias oceânicas profundas deram origem às formações de ferro bandadas, depósitos de chert, sedimentos químicos e basaltos na forma de pillow lavas (lavas em forma de almofadas/travesseiros).

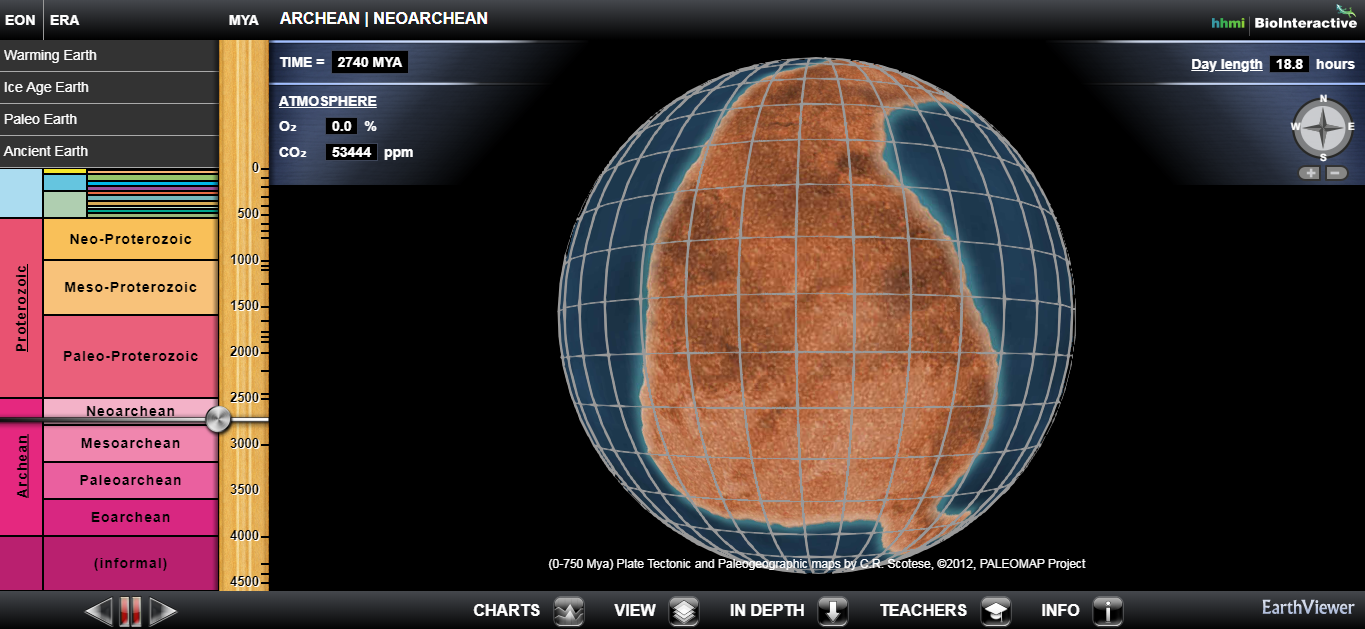
Supercontinente Kenorlândia (~3 Ga - ~2,5 Ga)
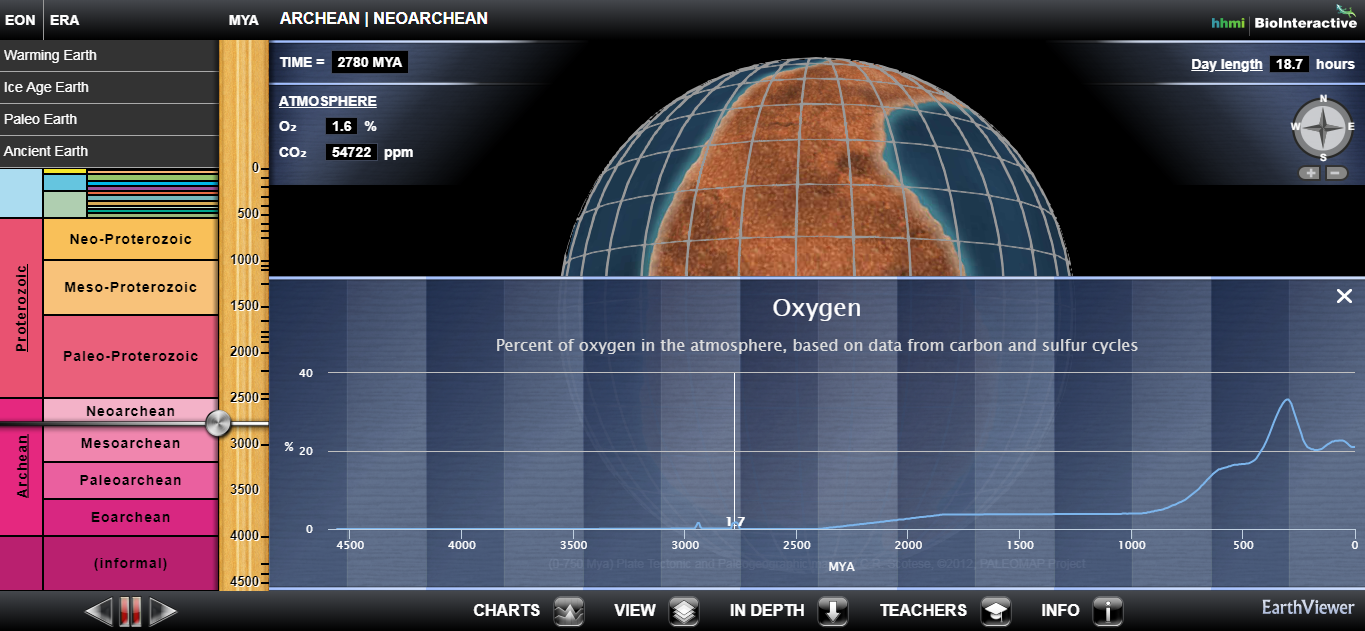
Nível de Oxigênio no Neoarqueano (~2,8 Ga - ~2,5 Ga)
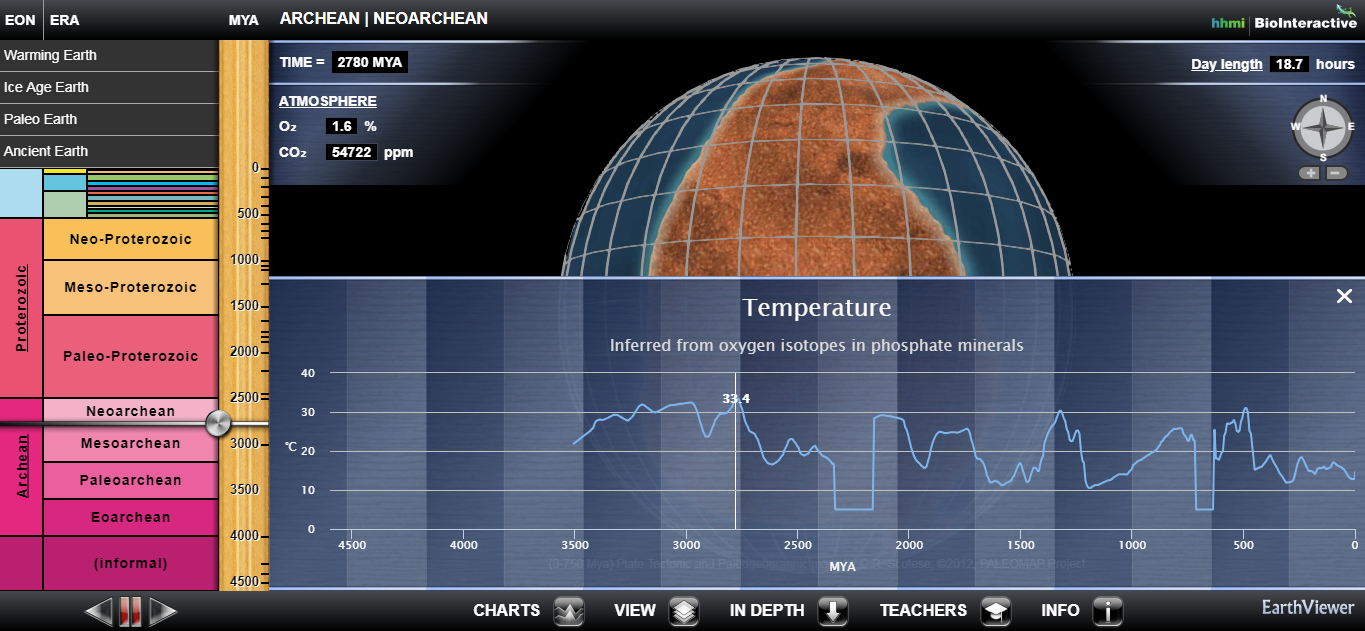
Temperatura no Neoarqueano (~2,8 Ga - ~2,5 Ga)
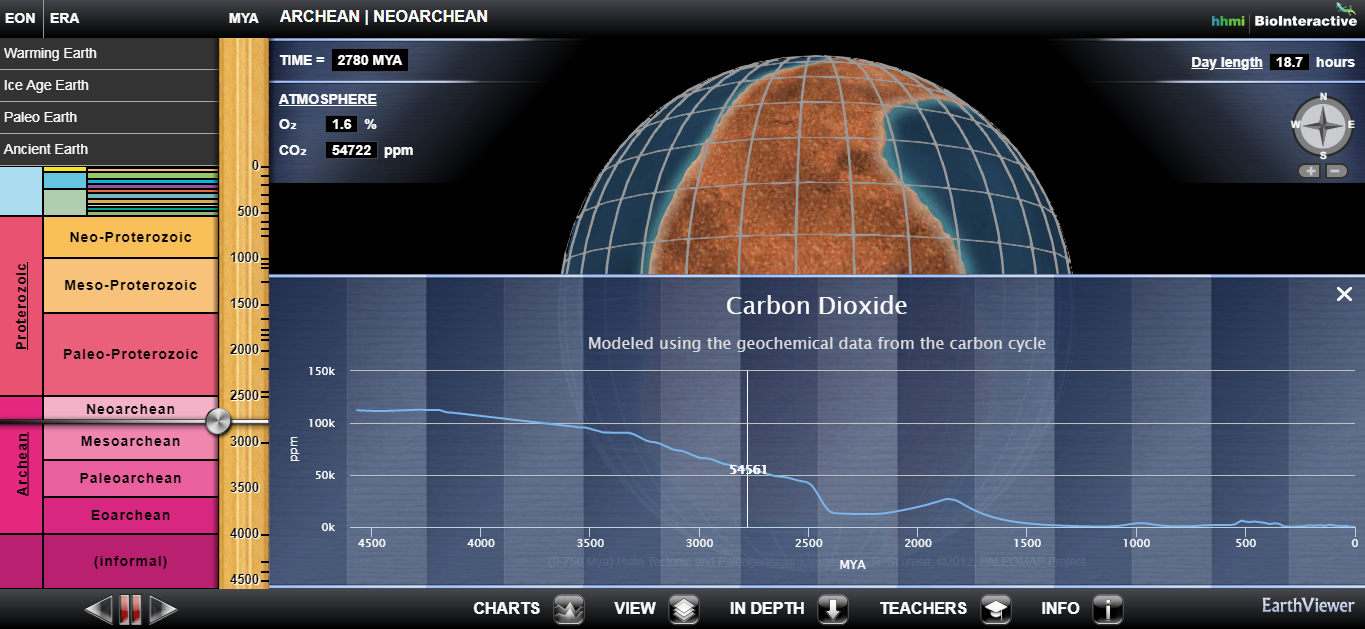
Dióxido de carbono no Neoarqueano (~2,8 Ga - ~2,5 Ga)

Os BIFs são rochas oriundas da acumulação de ferro precipitado presente na água dos oceanos e mares. O ferro é oxidado ao entrar em contato com o oxigênio produzido por organismos fotossintetizantes.
O Serviço Geológico do Brasil-CPRM define como rocha sedimentar ou metassedimentar estratificada, contendo camadas de óxidos, carbonatos ou silicatos de ferro alternadas com camadas diferentes destas (quartzosas, anfibólicas, quartzo cloríticas etc.).
A deposição destas camadas teve seu ápice do Neoarqueano ao Paleoproterozóico, provavelmente devido ao enriquecimento em O2 da atmosfera neste período, o que levou a oxidação de ferro em solução ({\displaystyle {\ce {Fe^{+2}{->}Fe^{+3}}}}) e precipitação de coloides de hidróxidos ferruginosos em camadas alternadas com sílica coloidal no fundo dos mares existentes da época.

Os BIFs podem desenvolver depósitos de ferro economicamente exploráveis, como por exemplo, as jazidas de itabiritos em Minas Gerais no Brasil.

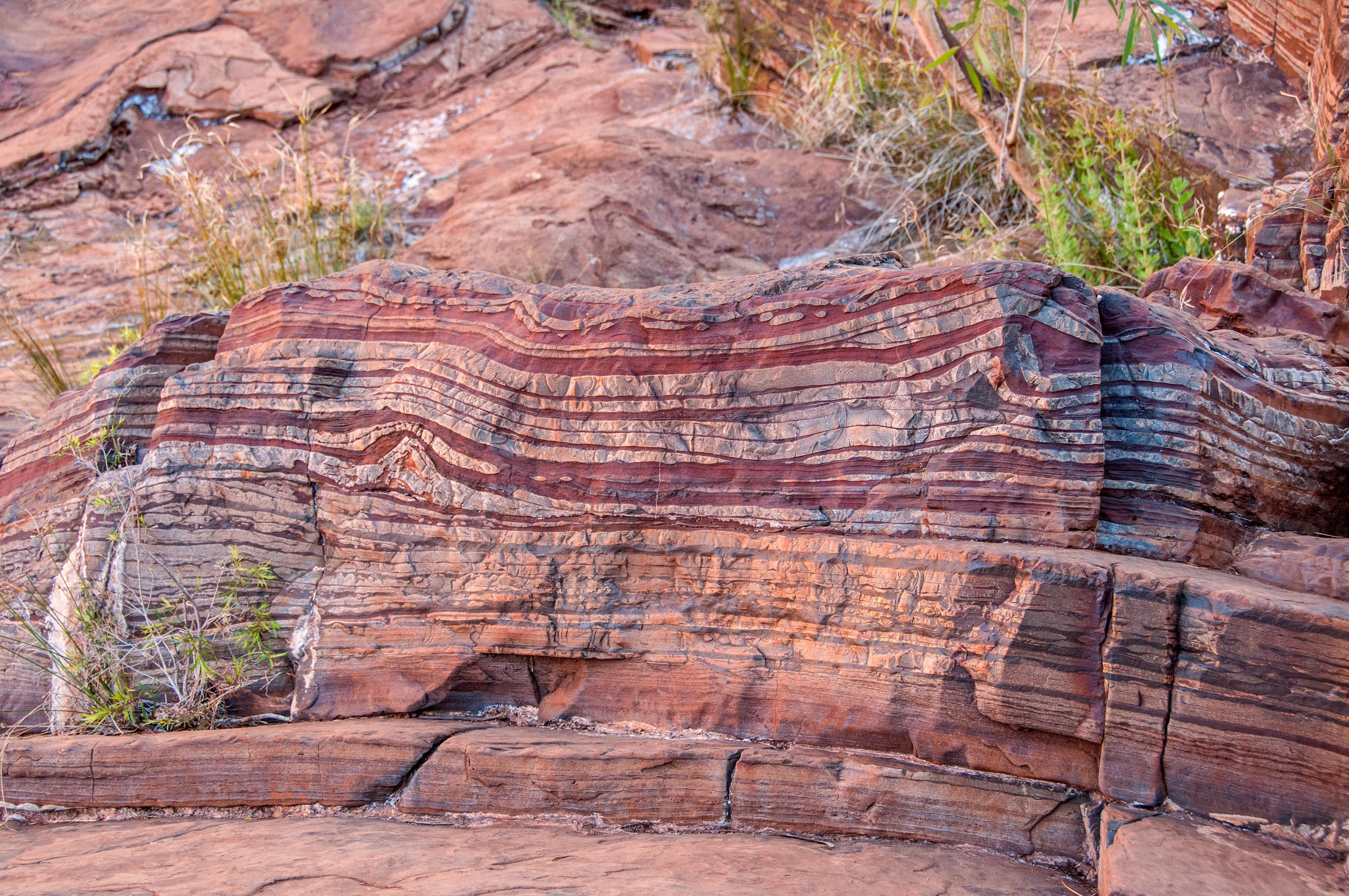
Formação Ferrífera Bandada (Karijini National Park, Western Australia)

A vida no Arqueano se constituía de microorganismos unicelulares procariotos, ou seja, microscópicos e simples (sem organelas ou núcleo), também chamadas de bactérias ou arquebactérias (bactéria primitiva). Eram resistentes às condições de temperatura, radiação e química existentes neste período. Inicialmente eram heterótrofas, quer dizer, tinham de tirar seu alimento do meio, e não o produziam a partir de substâncias mais simples. Os organismos autotróficos, capazes de fazer fotossíntese, vão surgir mais tarde, no fim deste Éon, por volta de 2,7 Ga. São as bactérias verde-azuladas, e o sub-produto de sua atividade é o oxigênio.
Durante o Éon Arqueano as primeiras formas de vida tiveram papel fundamental nas transformações ambientais do planeta Terra. A condensação da água possibilitou a formação dos mares e oceanos, desencadeando os primeiros eventos de erosão e consequentemente a formação de rochas sedimentares. O aprisionamento de CO2 elevou a proporção de metano e amônia na atmosfera, e a ausência de O2 livre indicando um ambiente redutor.
As primeiras formas de vida surgem a partir dos procariontes (bactérias anaeróbias) em aproximadamente 3,8 Ga. O surgimento de bactérias fotossintetizantes  e cianobactérias (estromatólitos) entre 3,5 Ga e 3,2 Ga desencadeiam os primeiros processos de oxidação, representados pelo BIFs - Formação Ferrífera Bandada (3,0 Ga - 2,0 Ga), marcando a mudança da atmosfera de redutora para oxidante e a formação da camada de ozônio nos Éons Arqueano e Proterozóico.

Este evento provocou a denominada "catástrofe do oxigênio", pois ocasionou progressivamente um aumento nos níveis de oxigênio da atmosfera alterando as condições de vida. Como os principais organismos neste período eram anaeróbios, o oxigênio "tóxico e corrosivo" exterminou grande parte dos seres vivos.
A evolução das rochas Neoarqueanas , no Estado da Bahia, está subordinada a orogênese Jequié, assim como no Estado de Minas Gerais, denominada de orogênese Rios da Velhas. O “ciclo Jequié” precede sobre o “ciclo Rio das Velhas” e a formação de rochas têm intervalo entre 2,60 Ga - 2,70 Ga. Este ciclo tectônico-magmático foi correlacionado ao evento Aroense, no escudo das Guianas, com valores de idades entre 2,90 Ga - 2,70 Ga.
Orógeno Rio das Velhas
O Greenstone Belt Rio das Velhas é conhecido por hospedar depósitos de ouro de classe mundial e caracteriza-se como uma estrutura pertinente a arco magmático, e, sua evolução transcorreu dentro do ciclo orogênico Jequié. O produto desta evolução orogênica ocorreu em três estágios distintos entre 2,9 Ga - 2,69 Ga. O primeiro estágio (ambiente extensional) teve início com o rifteamento de uma protocrosta de idade Mesoarqueana evoluindo até abertura oceânica por volta de 2,90 Ga. No segundo estágio (ambiente compressivo), houve subducção de placa oceânica, fusão parcial de crosta e geração do arco vulcânico e de plútons tonalíticos intrusivos na margem continental, entre 2,78 Ga - 2,75 Ga, sendo esta, a principal fase de acresção crustal. Já o terceiro estágio (ambiente colisional), entre 2,75 Ga - 2,69 Ga, com fusão de crosta, intrusão de granitos potássicos, erosão e sedimentação. O modelo de evolução do Orógeno Rio das Velhas evidencia um ciclo de Wilson completo, compreendendo estágios de evolução tectônica-magmática: (i) geração de crosta oceânica; (ii) geração de arcos magmáticos plutônico-vulcânico relacionados à subducção; (iii) geração de granitos potássicos relacionados à colisão; e (iv) geração de granitos subalcalinos a alcalinos e diques máficos.
Orógeno Jequié
O Orógeno Itabuna-Salvador-Curaçá foi formado entre 200 Ma - 300 Ma de anos durante o Paleoproterozóico. O Bloco de mesmo topônimo foi prensado pelos Blocos Arqueanos (Gavião, Jequié e Serrinha), tendo como consequência à gênese de importante cadeia montanhosa. Atualmente, este Orógeno, exibe rochas de alto grau metamórfico estando inteiramente desnudado na parte central (rochas raízes), e constitui umas das províncias de afloramento de granulitos mais importantes do mundo. Este orógeno representa um extenso segmento de crosta neo-arqueana formada durante a orogenia Jequié dividido em dois domínios: (i) domínio norte pertinente ao Cinturão Salvador-Curaçá; e (ii) domínio sul, correspondente ao Cinturão Itabuna. Apesar do intenso controle tectônico/metamórfico que amalgamou a orogenia Riaciana (Transamazônica), o bloco Jequié preservou registros que sugerem eventos oriundos do Arqueano, como por exemplo: dobras recumbentes (foliação granulítica arqueana); dobras em bainha suborizontais associadas com lineação mineral norte-sul e indicadores de vergência para norte. Dados geológicos, geoquímicos e isotópicos apontam para uma constituição mista de crosta mesoarqueana e de material crustal juvenil neoarqueano bloco Jequié. Os principais registros magmáticos da orogenia Jequié, identificados no Orógeno Itabuna-Salvador-Curaçá e no bloco Jequié, compreendem: (i) magmatismo máfico-ultramáfico (plutono-vulcânico) préorogênico, interpretado como remanescentes de crosta oceânica, com idade mínima de 2,7 Ga e máxima de 2,9 Ga; (ii) plutonismo e vulcanismo calcialcalino, juvenil, marcando o estágio acrescionário do orógeno, com intervalo de tempo entre 2,81 Ga a 2,69 Ga, portanto Neo-arqueana; (iii) magmatismo calcialcalino potássico, sobretudo peraluminoso e picos de metamorfismo em 2,69 Ga e 2,61 Ga, sinalizando distintos episódios colisionais; e (iv) magmatismo tardi a pós-colisional orogênico, potássico, entre 2,6 Ga e 2,55 Ga, que marca a estabilização dos crátons Neoarqueano e início da fase extensional e transicional para o Paleoproterozóico.